# رالي البرتغال 2013
رالي البرتغال 2013 هو سباق رالي أقيم في الفترة من 11 أبريل إلى 14 أبريل 2013 في البرتغال. كان الجولة الرابعة ضمن بطولة العالم للراليات موسم 2013. تكون الرالي من 15 مرحلة. فاز به الفرنسي سيباستيان أوجير.